# Perron

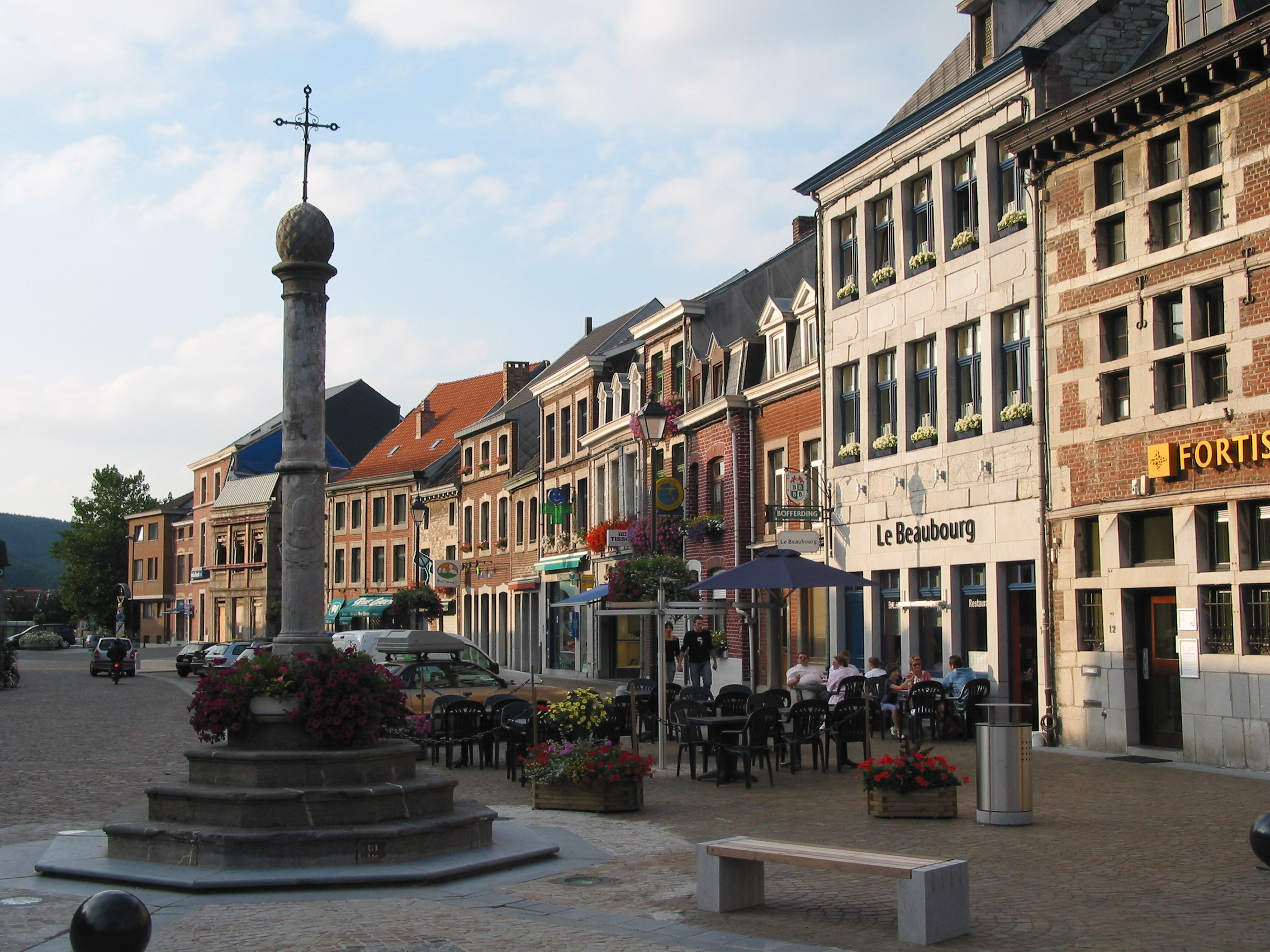
Perron v Theux

Le Perron (francouzsky; nizozemský překlad: perroen) je kamenný sloup, často vrcholící koulí s křížem, který byl vztyčen ve městech, kdysi náležejících knížeti-biskupovi z Lutychu/Liège (980-1795). (V základním významu znamená francouzské slovo le perron vnější schodiště před vstupem do budovy nebo práh vodopádu.)
Zprvu se stavěly v takzvaných „Dobrých městech" (francouzsky Bonnes Villes, nizozemsky Goede Steden), kterým náleželo přednostní postavení. Mnohé se zachovaly, když ne v původní podobě. Sloupy měly symbolizovat městské svobody a autonomii (zprvu autonomii biskupství, později městskou). Označovaly místo, kde se vyhlašovaly zákony a kde se vykonávala spravedlnost. Lze je srovnat s pranýři (něm. Pranger), ale nevíme o tom, že by sloužily ke stejnému účelu jako pranýře, tj. jako sloup, k němuž se připoutávali provinilci. Původ sloupů je nejasný (Lutyšské biskupství má podobný sloup ve znaku, není však zřejmé, zda byly dříve kamenné sloupy nebo heraldický sloup ve znaku diecéze).
Roku 1467 nařídil burgundský vévoda Karel Smělý po dobytí vzpurného města Lutychu snesení městského perronu a jeho převezení do Brugg, odkud se nevrátil až do vévodovy smrti. Považovalo se to za trest městu Lutychu a za jasné varování vlámským poddaným, kteří by chtěli podobně zpochybňovat vévodovu autoritu.

## Umístění perronů
Lutyšský perron byl znovu vztyčen jako symbol autonomie roku 1478, po skončení burgundské vlády. Bývalá lutyšská biskupská města, kde stál perron, jsou dnes roztroušena po mnoha regionech a provinciích Belgie, a kromě toho jsou i v Nizozemsku (v Maastrichtu, který byl ve středověku kondominiem knížete-biskupa a vévodství Brabantského).

### Belgie
- Provincie Limburg (Vlámský region)
  - Bilzen, Borgloon, Bree, Herk-de-Stad, Maaseik, Montenaken, Sint-Truiden, Stokkem, Tongeren
- Provincie: Liège (Valonsko)
  - Herve, Huy, Liège, Sart, Stavelot, Theux, Verviers, Visé

### Nizozemsko
- Provincie Limburg
  - Maastricht

## Historický odkaz
Perron je zobrazen ve znaku města Liège a stal se odznakem města. Je též vyobrazen na čepicovém odznaku 12. řadového pluku. Kromě toho byl součástí znaku biskupství Lutyšského (ve starších vyobrazeních jako stříbrný sloup na třech stupních, bez lvíčků a bez kříže na vrcholu), provincie Liège, měst Sint-Truiden (Limbursko, Vlámsko) a Châtelet (Henegavsko, Valonsko).